# Berthardsruhe
Berthardsruhe ist ein Gemeindeteil des Marktes Thiersheim im Landkreis Wunsiedel im Fichtelgebirge (Oberfranken, Bayern).
Die Einöde liegt etwa drei Kilometer südwestlich des Thiersheimer Ortskerns an der Staatsstraße 2665. Der Gemeindeteil Kleehof befindet sich unmittelbar südlich, die Anschlussstelle 11 der Bundesautobahn 93 ist gut einen Kilometer entfernt.